# Alatri
Alatri är en ort och kommun i provinsen Frosinone i regionen Lazio i Italien. Kommunen hade 28 632 invånare (2018).